# Màscara kanaga

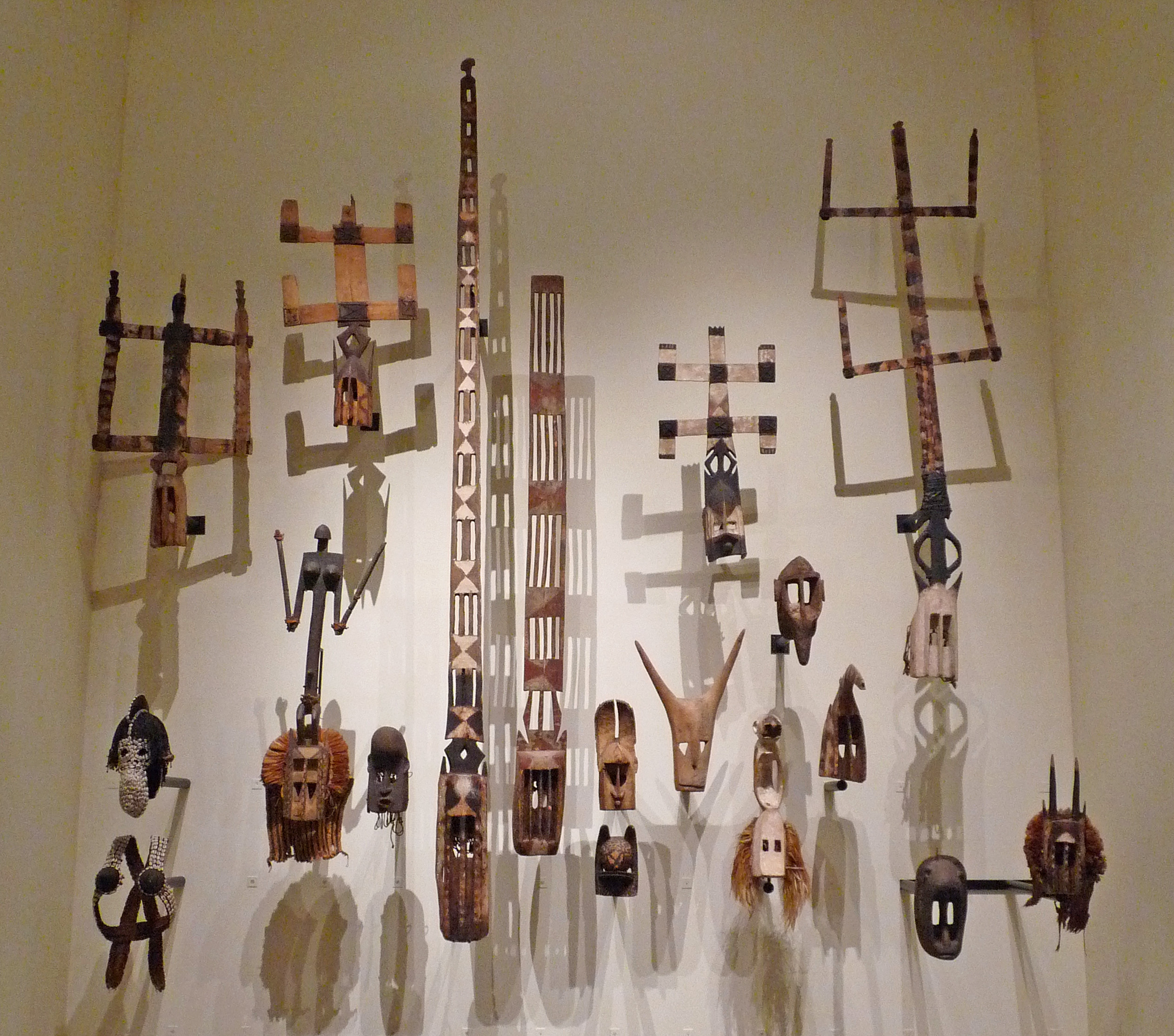
Màscares kanagues (part superior) al Museu del moll Branly - Jacques Chirac

La màscara kanaga és una careta facial dels dogon (Mali), que empren tradicionalment els membres de la societat Awa, en especial durant les cerimònies de la mort de la dama (ritual de dol).

## Simbòlic

Bandera del Sudan Francés i de la República del Sudan (actual Mali)

Bandera de la Federació de Mali

La màscara kanaga evoca el Déu creador Amma. Té forma de creu doble, que recorda als iniciats els esdeveniments de la creació del món durant les cerimònies fúnebres, en què la utilitzen els membres de la societat Awa. El públic general no iniciat tendeix a veure-hi temes animals: el kommolo tebu (un ocell), el fardatxo, la iguana, el baramkamza dullogu (una xinxa d'aigua), o la mà de Déu o l'esperit femení dels arbres (gyinu ja).

## Úsvexil·lològic
Una versió simplificada de la màscara apareixia en la bandera del Sudan Francés (1892-1958) i en la de l'efímera República Sudanesa (1958-1959). A més a més d'aparéixer en la de la Federació de Mali (1959-1960), que va ocupar el Senegal i la República Sudanesa.

## Galeria

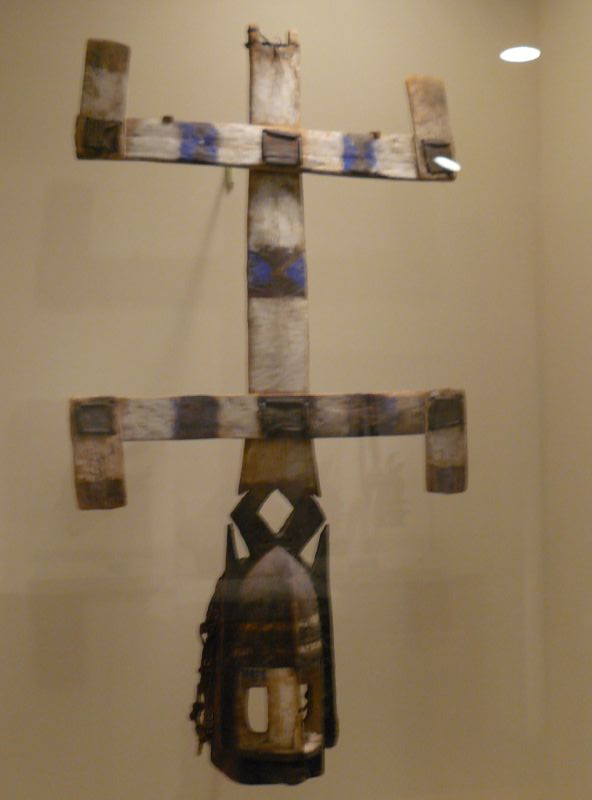
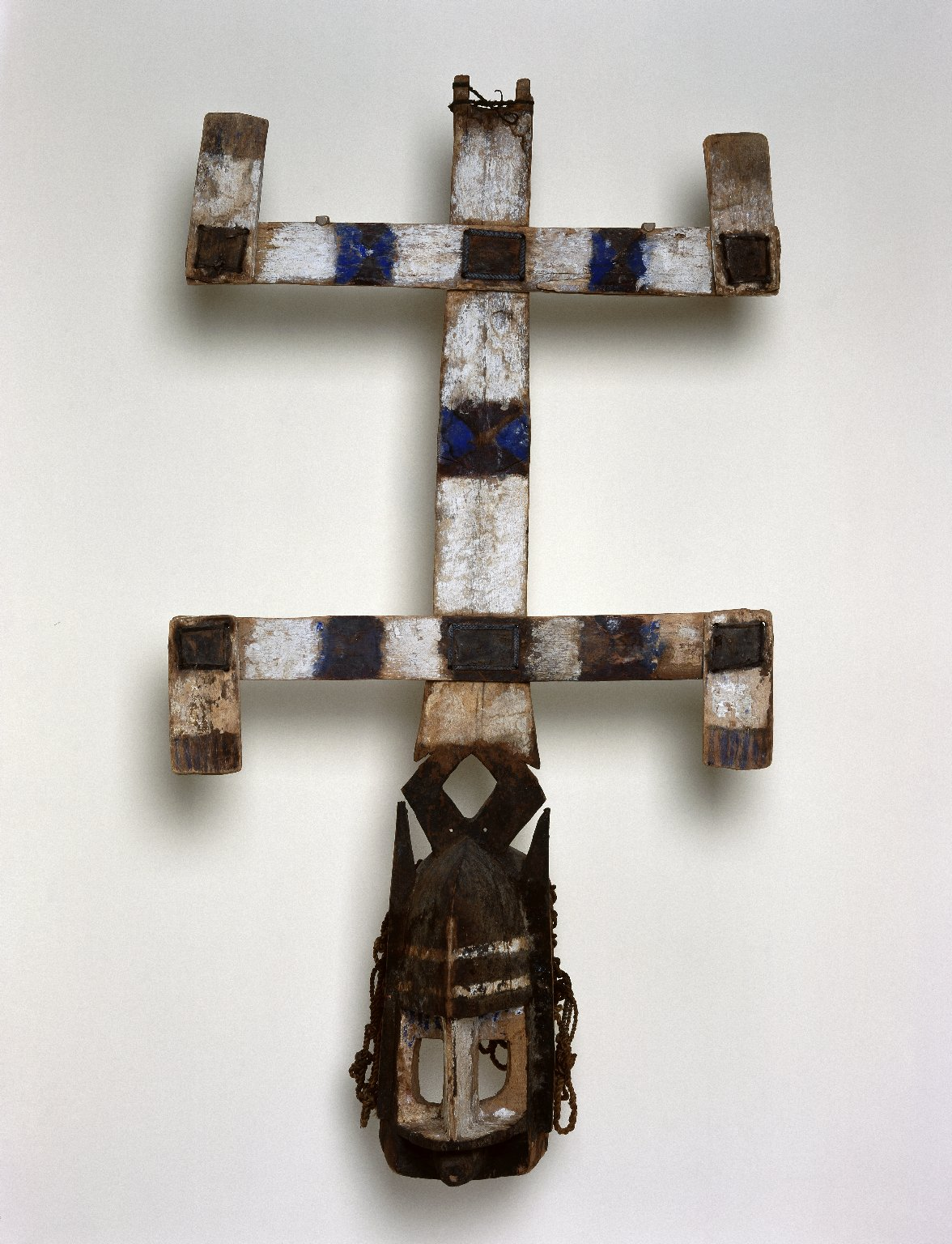
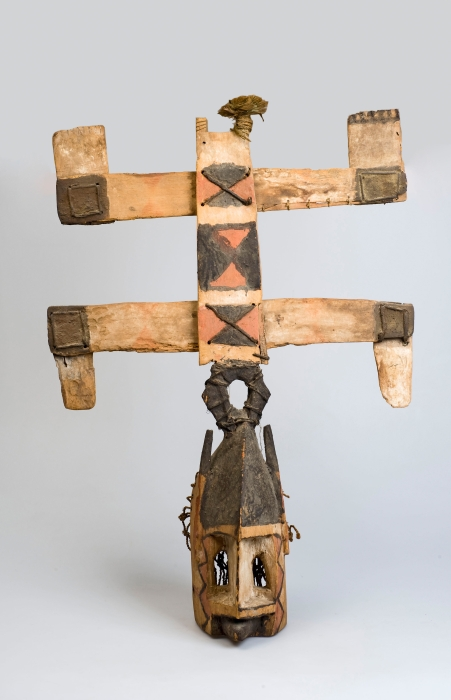
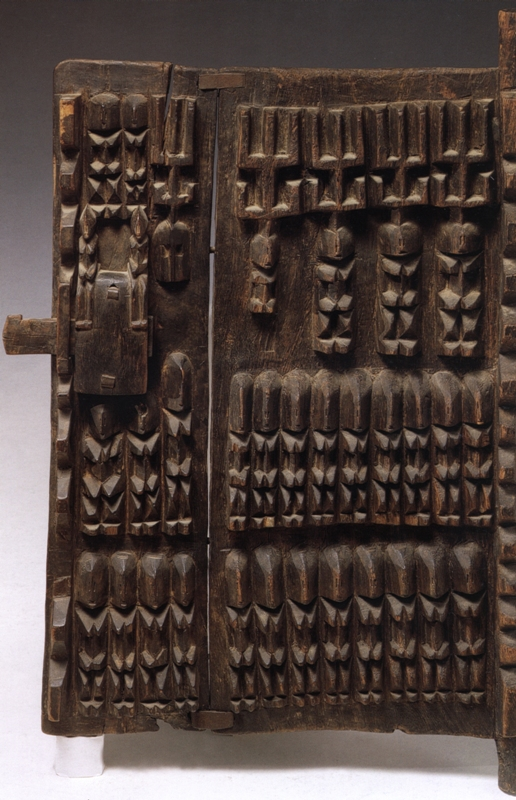